# 島津久宝 (加治木家)
島津 久宝（しまづ ひさたか、嘉永5年11月12日（1852年12月22日） - 明治20年（1887年）8月14日）は、幕末の薩摩藩士。加治木島津家第10代当主。
父は島津久長。幼名は岩松、通称は又八郎、兵庫。

## 略歴
嘉永5年（1852年）11月12日、島津久長の子として生まれる。 安政4年（1857年）、父の死去により家督と加治木領を相続する。明治2年（1869年）の版籍奉還により、代々治めた加治木領を政府に返還して鹿児島の屋敷に移住した。
明治20年（1887年）8月14日没。家督は妻・健が同年10月4日に継承。健は相良頼基の子の基直（島津久賢）を婿養子として家督を相続させ、久賢は明治30年（1897年）に久宝の明治維新への功績により男爵に叙された。

## 親族
- 先妻 富子（とみこ、島津貴柄長女）[1]
- 後妻 健（とし、島津久徴六女）[1]
- 長女 直（島津久賢室、母・健）[1]